# Gelis agilis
Gelis agilis (лат.) — вид мелких наездников-ихневмонид (Ichneumonidae) рода Gelis из подсемейства Cryptinae. Паразиты насекомых и пауков. Палеарктика.

## Распространение
Европа, северная Евразия, в том числе, Болгария, Греция, Россия и Дальний Восток, Украина, Турция.

## Описание
Мелкие бескрылые наездники чёрного цвета, ноги коричневые (2—5 мм), внешне напоминают чёрных садовых муравьёв Lasius niger. Яйцеклад длинный. Паразитируют на яйцевых коконах пауков и разных насекомых. Кроме того, он факультативный гиперпаразитоид браконид Cotesia (Braconidae), которые развиваются в гусеницах бабочек.
Gelis agilis демонстрирует набор муравьиных физиологических признаков, когда отражают атаку от пауков-волков. При возбуждении G. agilis выделяет 6-метил-5-гептен-2-он (сулькатон), который в небольших количествах выделяют муравьи Lasius fuliginosus в качестве феромона тревоги. Филогенетическая реконструкция подсемейства Cryptinae показывает, что G. hortensis и G. proximus (оба бескрылые) являются «сестринскими» видами, в то время как G. agilis и крылатый G. areator эволюционировали по более отдаленным траекториям. Предположительно бескрылые виды Gelis развили набор муравьиных признаков как форму, мимикрии, чтобы отпугнуть хищников.
G. agilis продуцируют крупные яйца (около 1 мм) и имеет длительный срок развития (имаго живут более 2-х месяцев).
Вид был впервые описан в 1775 году датским энтомологом Иоганном Фабрицием (Fabricius, 1775) под первоначальным названием Ichneumon agilis Fabricius, 1775.